# 한국화학공학회
사단법인 한국화학공학회(The Korean Institute of Chemical Engineers, KICHE)는 화학공학 및 화학의 응용에 관한 학문과 기술의 발전, 보급을 도모하여 화학공업의 진흥에 이바지함 목적으로 1962년 12월 8일에 설립된 학술단체이다. 사무실은 서울특별시 성북구 안암로 119 한국화학회관 5층에 있다. 관련 분야의 연구발표회 및 강연회 개최, 학회지와 논문집 및 도서의 간행, 용역과 수탁사업 등을 활동하고 있다. 학술지 《Korean Chemical Engineering Research (Korean Chem. Eng. Res.)》를 발간하고 있다.
1976년 10월 20일에 과학기술처로부터 사단법인 설립 허가를 받았다.

## 주요 사업
- 연구발표회, 강연회, 강습회 및 전시회 등의 개최
- 학회지, 논문집 및 도서의 간행
- 자료수집과 조사연구
- 우수한 업적의 표창 및 연구장려
- 용역과 수탁사업
- 화학공학 산업 발전에 관한 건의 및 자문
- 기타 본 학회의 목적달성에 필요한 사업

## 조직

### 임원진
- 회장
- 수석부회장
- 학술부회장
- 산업체부회장
- 지부부회장
- 감사(총 2명)
- 이사(총 10명)

### 운영위원회
- 회장
- 수석부회장
- 학술부회장
- 산업체부회장
- 지부부회장
- 총무이사(총 2명)
- 재무이사(총 2명)
- 조직이사(총 2명)
- 학술이사(총 5명)
- 기획이사(총 4명)
- 사업이사(총 5명)
- 국제이사(총 4명)
- 산학이사(총 6명)
- 홍보이사(총 4명)

## 간행물
- 《Korean Chemical Engineering Research (Korean Chem. Eng. Res.)》 - 국문학술지[1]
- 《Korean Journal of Chemical Engineering (Korean J. Chem. Eng.)》 - 영문학술지